# 元徽 (城阳王)
元徽（490年—531年1月8日），字显顺，河南郡洛阳县（今河南省洛阳市东）人，追尊魏景穆帝拓跋晃曾孙，安北将军、定州刺史、城阳怀王元鸞之子，北魏宗室、官员。

## 生平
元徽粗涉书史，颇有吏才。魏宣武帝正始二年（505年），父元鸞卒，元徽袭封城阳王。担任游击将军，出为河内郡太守。在郡有政绩，当时享有称誉。
魏孝明帝时，任右将軍、涼州刺史，因为涼州为僻遠之地没有赴任，出任散騎常侍，转任後将軍、并州刺史。并州降夏霜，庄稼不熟，州内饥馑，民众逃散，元徽不顾部属反对，开仓赈济灾民，然后奏闻，得到孝明帝嘉奖。元徽生活清俭，并注意安抚山胡。加安北将軍。後任安西将軍、秦州刺史，元徽上书固辞。于是还都，加号輔国将軍，出任度支尚書，進鎮軍将軍。当时，六镇之乱，北魏官軍陷于失敗苦境，元徽献上絹二千匹、粟一万石作为軍費，孝明帝没有接纳。元徽为灵太后宠信，以本官兼吏部尚書，加侍中、征東将軍，转任衛将軍、右光禄大夫。后任尚書左僕射，转任車騎将軍、儀同三司，固辞不受，解侍中之位後受诏。任尚書令。加開府、西道行台，没有赴任。
灵太后胡氏臨朝称制，朝廷綱紀混乱，身负重任，不能匡正，与鄭儼結党。外表稳重谨慎，内心猜疑，睚眦必報，为有识者鄙夷。他的妻子于氏和广陽王元淵通奸。
武泰元年（528年）四月，大都督尔朱荣入洛阳，魏孝庄帝即位，元徽任司州牧。同年（永安元年）九月，以司州牧兼司徒。永安二年（529年）五月，元顥入洛陽，元徽跟随孝庄帝入河内。七月，孝庄帝回到洛陽，元徽任侍中、大司馬、太尉公。十一月，晋升太保、司徒公。
永安三年（530年），元徽和李彧想要专权，害怕尔朱荣危害自己，天天都向着魏孝庄帝阐述尔朱荣的劣行，劝说魏孝庄帝除掉尔朱荣。之后尔朱荣前往洛阳，说要看女儿尔朱皇后分娩，魏孝庄帝元子攸害怕河阴之变的旧事，担心自身难保，与元徽、侍中杨侃、李彧、 尚书右仆射元罗等人谋划，众人都劝说魏孝庄帝刺杀尔朱荣。元徽担任太保、大司馬、宗師、録尚書事，总揽北魏朝政。十二月，尔朱荣侄爾朱兆起兵入洛陽，禁衛兵逃散，孝庄帝走出雲龍門。元徽乘馬外逃，孝庄帝多次呼喊他，元徽头也不回而去。元徽逃到山南，投奔前任洛阳县县令寇祖仁。寇祖仁一家三个刺史，都是元徽属下，为元徽所引荐提拔，元徽有旧恩，所以前往投奔。元徽带着黄金一百斤，马五十匹，寇祖仁贪图元徽的财产，对外虽然容纳了元徽，私下却对子侄们说：“听说尔朱兆悬赏城阳王的赏金很多，擒拿的人封千户的侯爵。今天富贵到了！”寇祖仁于是吓唬元徽说收捕的官员将到，让元徽逃到别处去，又派人于永安三年岁次庚戌十二月五日（531年1月8日）在洛阳南原将元徽拦截杀害，元徽时年虚岁四十一。寇祖仁所得的黄金和马匹在緦亲之内均分，又将元徽的首级送给尔朱兆，尔朱兆也不给寇祖仁封赏。尔朱兆梦见元徽对自己说：“我有黄金二百斤，马一百匹在寇祖仁家，你可以去取。”尔朱兆醒来后，当即沉思：城阳王官位俸禄很高，没听说清贫，我常常去他家中抄掠抢劫，没发现金银，这个梦可能是真的。到了次日白天，尔朱兆乘着寇祖仁不备将他逮捕，索取寇祖仁的黄金和马匹。寇祖仁以为是有人告密，平白无据也服罪了，说：“实际得到了黄金一百斤，马五十匹。”尔朱兆不信，怀疑寇祖仁有所隐瞒，按照梦中的数字索取，寇祖仁家中各个房支素来有黄金三十斤，马三十匹，全部送给尔朱兆，还达不到数字。尔朱兆发怒将寇祖仁逮捕，将他的头挂在高树上，大石块坠脚，鞭打致死。当时的人认为是报应。
魏孝武帝初年，追贈使持節、侍中、太師、大司馬、録尚書事、司州牧。谥号文献。

## 家庭

### 夫人
- 于氏
- 陇西李氏，李沖的孫女。元徽死後，成为高欢的側室

### 子女
- 元延（523年 - ？，承袭为城阳王，東魏武定末年官至太子中庶子，北齐接受禅让后，爵位依例降低
- 元長華（521年 - ？）